# Partido del Campo Popular
Partido del Campo Popular (span. etwa Volkspartei des ländlichen Raums), abgekürzt PCP, ist eine nationalistische Partei in Argentinien. Seit der Fusion mit der MODIN im Jahr 2010 ist sie die wichtigste landesweit aktive rechtspopulistische bis rechtsextreme Partei des Landes.

## Geschichte
Die älteste Vorgängerorganisation mit rechtlicher Kontinuität zum heutigen PCP, die Movimiento por la Dignidad y la Independencia (MODIN) San Luis, wurde 1993 gegründet; der bundesweite Verband des MODIN war zeitweise im argentinischen Kongress mit einem Abgeordneten vertreten. Eine weitere Vorgängerorganisation ist das 2003 in Córdoba gegründete Movimiento Patriótico de Córdoba.
Das Partido del Campo Popular selbst war bis 2010 eine unbedeutende Kleinpartei. 2009 erlangte sie die Anerkennung in den Provinzen Santa Fe, Buenos Aires sowie in der Autonomen Stadt Buenos Aires. Im selben Jahr nahm sie bei den Parlamentswahlen in den Wahlgebieten der Provinz Santa Fe sowie in der Stadt Buenos Aires teil, verfehlte aber den Gewinn eines Mandats deutlich.
Im Jahr 2010 schlossen sich auf Initiative von José Bonacci die Distriktverbände von San Luis und der Stadt Buenos Aires der MODIN sowie das Movimiento Patriótico de Córdoba dem Partido del Campo Popular an.
2011 nahm die PCP mit José Bonacci als Präsidentschaftskandidat an den Vorwahlen zur Präsidentschaftswahl teil, sie scheiterte jedoch an der 1,5-Prozent-Hürde für den Einzug in die eigentliche Wahl und landete  mit 0,23 % auf dem letzten Platz.

## Inhaltliches Profil
Die Partei bekennt sich zwar zur Verfassung Argentiniens, lehnt das derzeitige politische System Argentiniens jedoch ab. Die Außenpolitik, die als „große Politik“ bezeichnet wird, soll gegenüber der Innenpolitik Priorität haben. Es wird eine durch den Staat gesteuerte Wirtschaft befürwortet.
Eine tragende Rolle spielen im Programm die Begriffe der Patria (Vaterland) sowie der Nation, die als über dem Menschen stehende Konzepte verstanden werden. Kulturell soll sich Argentinien am hispanisch-amerikanischen Modell orientieren, der Staat soll den Bürger vom Einfluss „fremder“ kultureller Elemente schützen.

## Verhältnis zum Rechtsextremismus
Es ist umstritten, ob die PCP zum Rechtsextremismus gehört oder nur einen moderaten Nationalismus vertritt. Die MODIN, die 2010 mit der Partei fusionierte, war rechtskonservativ bis rechtspopulistisch ausgerichtet; ihr Gründer Aldo Rico war der Hauptverantwortliche für den sogenannten Carapintada-Vorfall im Jahr 1987, bei dem eine Gruppe von Militäroffizieren gewaltsam die Begnadigung einiger Verbrecher der Militärdiktatur des sogenannten „Proceso de Reorganización Nacional“ erzwangen.
Laut Artikeln in der Zeitung Página/12 existieren enge Kontakte zum Neonazi Alejandro Biondini. Der heutige Parteivorsitzende José Bonacci hatte bereits im Jahr 2000 in einer öffentlichen Erklärung Biondini nach scharfer Kritik der damaligen Menschenrechtsbeauftragten der Regierung Diana Conti an dessen damaliger Partei Partido Nuevo Triunfo, der antidemokratische Tendenzen, Antisemitismus und Rechtsextremismus vorgeworfen wurden, unterstützt. Die von Biondini 2009 gegründete, nur in der Autonomen Stadt Buenos Aires aktive Partei Alternativa Social, die als Nachfolger des Partido Nuevo Triunfo gilt,  sollte ursprünglich während der Fusion mit dem MODIN 2010 in die Partei integriert werden. Letztendlich blieb die Alternativa Social eigenständig; einer der Gründe ist laut dem Parteipräsidenten José Bonacci, dass die PCP im Gegensatz zur Alternativa Social „nicht xenophob“ sei.

## Teilnahme an Wahlen

### Landesweite Wahlen
- Parlamentswahl 2009: 1,13 % in Santa Fe (Abgeordnetenhaus), 1,09 % (Senat)[6][7], 0,31 % in Stadt Buenos Aires (Abgeordnetenhaus)[8]

### Provinzwahlen
- Parlamentswahl in der Stadt Buenos Aires, 2009: 0,32 %[9]
- Provinzwahlen in Córdoba, 2011: Gouverneur und Vizegouverneur 0,28 %[10], Provinzabgeordnetenhaus: 0,44 %[11]